# هنينغ بيرغ
هنينغ ستايل بيرغ، من مواليد 1 سبتمبر 1969 في إيدسفول في النرويج، لاعب كرة قدم نرويجي سابق، ومدرب كرة قدم حالي.
بدأ مسيرته الكروية مع نادي فاليرينغا في عام 1988، ولعب معهم حتى عام 1991، وشارك معهم في 66 مباراة وسجل هدفين، وفي موسم 1992/1993 انتقل إلى نادي ليلستروم، ولعب معهم 20 مباراة وسجل هدف واحد، وفي عام 1993 انتقل إلى نادي بلاكبيرن روفرز الإنجليزي، ولعب معهم حتى عام 1997، وشارك معهم في 159 مباراة وسجل 4 أهداف، وفي عام 1997 انتقل إلى نادي مانشستر يونايتد الإنجليزي، ولعب معهم حتى عام 2000، وشارك معهم في 66 مباراة وسجل هدفين، وفي عام 2000 عاد إلى نادي بلاكبيرن روفرز الإنجليزي، ولعب معهم حتى عام 2003، وشارك معهم في 91 مباراة وسجل 3 أهداف، وفي موسم 2003/2004 انتقل إلى نادي رينجرز الإسكتلندي، ولعب معهم 20 مباراة.
و قد لعب مع منتخب النرويج لكرة القدم 100 مباراة دولية وسجل 9 أهداف.
وبعد انتهاء مسيرته الكروية اتجه إلى التدريب، ويدرب نادي لين أوسلو منذ عام 2005.

## روابط خارجية
- هنينغ بيرغ على موقع IMDb (الإنجليزية)
- هنينغ بيرغ على موقع الاتحاد الدولي (مؤرشف)  (الإنجليزية)
- هنينغ بيرغ على موقع الاتحاد الأوربي (الإنجليزية)
- هنينغ بيرغ على موقع اتحاد النرويج (النرويجية)
- هنينغ بيرغ على موقع قاعدة بيانات كرة القدم.إي يو (الإنجليزية)
- هنينغ بيرغ على موقع ناشيونال فوتبول تيمز (الإنجليزية)
- هنينغ بيرغ على موقع Soccerbase.com (لاعب) (الإنجليزية)
- هنينغ بيرغ على موقع Soccerbase.com (مدرب) (الإنجليزية)
- هنينغ بيرغ على موقع Soccerway.com (الإنجليزية)
- هنينغ بيرغ على موقع عالم كرة القدم.نت (الإنجليزية)
- هنينغ بيرغ على موقع كووورة